# دسترسی اطلاعاتی

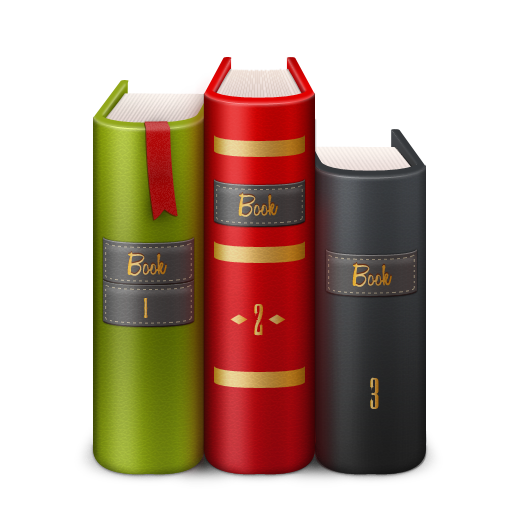
دسترسی به اطلاعات، آزادی یا توانایی شناسایی، به دست آوردن و استفاده بهینه از پایگاه داده یا اطلاعات است.[۱

دسترسی به اطلاعات، آزادی یا توانایی شناسایی، به دست آوردن و استفاده بهینه از پایگاه داده یا اطلاعات است.
تلاش‌های پژوهشی مختلفی در زمینه دسترسی به اطلاعات وجود دارد که هدف آنها ساده‌سازی و اثربخشی بیشتر دسترسی افراد کاربر و پردازش بیشتر مقادیر زیاد و ناخوشایند از داده‌ها و اطلاعات است.
چندین فناوری قابل استفاده در حوضه عمومی عبارتند از بازیابی اطلاعات، استخراج متن، ترجمه ماشین و طبقه‌بندی متن.
در حین بحث و گفتگو در مورد دسترسی آزاد به اطلاعات و همچنین در مورد سیاست گذاری اطلاعات، دسترسی به اطلاعات در مورد بیمه دسترسی آزاد و بسته به اطلاعات فهمیده می‌شود. دسترسی به اطلاعات شامل بسیاری از موضوعات از جمله حق چاپ، منبع آزاد، حریم خصوصی و امنیت است.
گروه‌هایی مانند انجمن کتابخانه‌های آمریکا ، انجمن کتابخانه‌های حقوق آمریکا ، پروژه دارایی پرداخت کنندگان مالیات رالف نادر از دسترسی آزاد به اطلاعات حقوقی حمایت کرده‌اند. جنبش استناد بی‌طرف فروشنده در زمینه حقوقی در تلاش است تا دادگاه را به استناد به پرونده‌هایی در وب که شماره صفحه‌های سنتی (دارای حق چاپ) از شرکت انتشارات غربی ندارند، بپذیرد. یک جنبش دسترسی آزاد به قانون در سراسر جهان وجود دارد که از دسترسی آزاد به اطلاعات قانونی حمایت می‌کند. مقاله مجله سیمی که صاحب قانون است مقدمه ای برای دسترسی به شماره اطلاعات حقوقی است. سازمان‌های ثانویه مانند K-12 برای به اشتراک گذاری اطلاعات کار می‌کنند. آنها احساس می‌کنند که یک دسترسی قانونی (از جمله به معلولان یا اختلالات) به خدمات از طریق خدمات و برنامه‌هایی که ارائه می‌دهند، یک وظیفه قانونی و اخلاقی است.
برخی از اثرات شارژ برای دسترسی به اطلاعات، مانند ادبیات جستجوی برای پزشکان، در مقاله هزینه یا رایگان: اثر شارژ در تقاضای اطلاعات" بررسی شده‌است. در این مطالعه، هزینه ۵ دلاری منجر به کاهش ۷۷ درصدی جستجوها شد.